# Försvarsmusikcentrum
Försvarsmusikcentrum (FöMusC) var ett försvarsmaktsgemensamt funktionscentrum inom Försvarsmakten som verkade åren 1994–2009. Förbandsledningen var förlagd i Kungsängens garnison, Kungsängen.

## Historik
Försvarsmusikcentrum bildades den 1 juli 1994 som en självständig enhet, från att tidigare varit en del av Södermanlands regemente (P 10/Fo 43). Inom centrumet fanns Marinens musikkår, Arméns musikkår, Arméns trumkår, Livgardets dragontrumpetarkår samt Arméns musikkår Norrland. 
I samband med försvarsbeslutet 2004 beslutades att centrumet skulle omlokaliseras till Kungsängens garnison, detta i samband med att all den militära verksamheten inom Strängnäs garnison skulle upplösas och avvecklas. Omlokaliseringen påbörjades 2005 och skulle vara slutförd senast den 30 juni 2006. Den 9 november 2005 muckade de sista musiksoldaterna i Strängnäs och de första musiksoldaterna i Kungsängen kom att mucka den 9 juni 2006.
Den 31 december 2009 avvecklades Försvarsmusikcentrum som självständigt förband, och uppgick den 1 januari 2010 som en del inom  Livgardet (LG) under namnet Försvarsmusiken (FöMus).

## Verksamhet
Centrumet ansvarade för att tillgodose behovet av musik för Försvarsmakten och Sveriges regering och Sveriges riksdag. Dessutom gav Försvarsmusikcentrums musikkårer konserter för allmänheten. Försvarsmusikcentrum hade kvalitetsansvar för mer än 30 musikkårer inom Hemvärnet och frivilligrörelsen. Det finns idag 31 hemvärnsmusikårer.
Vid Försvarsmusikcentrum utbildades årligen dryga hundratalet värnpliktiga musiksoldater. Utbildningen omfattade grundläggande soldatutbildning, musikutbildning och framträdanden.

## Ingående enheter
- Arméns musikkår (AMK) i Strängnäs/Kungsängen, åren 1994–2009
- Arméns musikkår Norrland (AMN) i Boden, åren 1994–2001
- Arméns trumkår (TRK) i Strängnäs/Kungsängen, åren 1994–2009
- Livgardets dragonmusikkår (LDK) i Stockholm, åren 1994–2009
- Marinens musikkår (MMK) i Karlskrona, åren 1994–2009

## Förbandschefer
- 1994–1998: Överste av 1. graden Thor-Lennart Loo
- 1998–2007: Överstelöjtnant Claes Grafström
- 2007–2009: Överstelöjtnant Per-Erik Laksjö [7]

## Namn, beteckning och förläggningsort
| Försvarsmusikcentrum | 1994-07-01 | – | 2009-12-31 |

| FöMusC | 1994-07-01 | – | 2009-12-31 |

| Strängnäs garnison (F)   | 1994-07-01 | – | 2005-12-31 |
| Kungsängens garnison (F) | 2006-01-01 | – | 2009-12-31 |